# Імуноглобуліни для внутрішньовенного введення
Імуноглобуліни для внутрішньовенного введення – це суміш антитіл ( нормального імуноглобуліну людини), які використовують для лікування різних захворювань, таких, як первинний імунодефіцит, імунна тромбоцитопенічна пурпура, хронічна запальна демієлінізуюча поліневропатія, хвороба Кавасакі, певні випадки ВІЛ/СНІДу та кору, синдром Гієна-Барре та деякі інші інфекції, коли більш специфічний імуноглобулін недоступний. Ефект триває кілька тижнів.
Частими побічними ефектами є біль у місці ін’єкції, м’язовий біль та алергічні реакції. Інші важкі побічні ефекти — ниркова недостатність, анафілаксія, тромбоз і гемоліз. Не рекомендується використовувати людям з деякими типами дефіциту IgA. Використання під час вагітності є відносно безпечним. Імуноглобулін людини виготовляється з плазми крові людини. Він містить антитіла проти багатьох вірусів.
Людські імуноглобуліни вперше були використані в 1930-х роках, а склад суміші для внутрішньовенного введення був схвалений для медичного використання в Сполучених Штатах у 1981 році Він входить до орієнтованого переліку основних лікарських засобів Всесвітньої організації охорони здоров’я. Також може використовуватися низка препаратів на основі специфічних імуноглобулінів, у тому числі проти гепатиту В, сказу, правця, вітряної віспи та резус-позитивної крові.

## Медичне використання
Терапія з використанням імуноглобулінів для внутрішньовенного введення використовується при різних захворюваннях, багато з яких супроводжуються зниженням або припиненням вироблення антитіл. Це може бути як і повна відсутність багатьох типів антитіл, так і дефіцит імуноглобулінів класу G (зазвичай IgG2 або IgG3), та інші стани, при яких антитіла в нормальній кількості, але недостатньо ефективні — вони не можуть нормально реагувати на антигени, — що призводить до частіших та важчих інфекцій. У цих ситуаціях інфузії імуноглобулінів надають пацієнтам пасивний опір до інфекції шляхом збільшення кількості/якості IgG. Терапія з використанням імуноглобулінів для внутрішньовенного введення також використовується для низки інших станів, у тому числі при багатьох аутоімунних розладах, таких як дерматоміозит, для зменшення тяжкості симптомів. Імуноглобулінова терапія також використовується в лікуванні вторинних імунодефіцитів, таких як вірус імунодефіциту людини (ВІЛ), деяких аутоімунних розладів (таких як імунна тромбоцитопенія (Хвороба Верльгофа)) та хвороба Кавасакі), деяких неврологічних захворювань ( мультифокальна моторна нейропатія, синдром м'язової скутості, розсіяний склероз і міастенія гравіс) деякі гострі інфекції та ускладнення трансплантації органів.
Терапія з використанням імуноглобулінів для внутрішньовенного введення особливо корисна в деяких випадках гострої інфекції, наприклад ВІЛ-інфекції у дітей, а також вважається стандартом лікування деяких аутоімунних розладів, таких як синдром Гієна–Барре. Високий попит у поєднанні з труднощами виробництва імуноглобуліну у великих кількостях призвів до збільшення глобального дефіциту, обмежень у використанні та нормування імуноглобуліну.

## Побічні ефекти
Хоча імуноглобулін часто використовується протягом тривалого періоду часу і в цілому вважається безпечним, терапія імуноглобуліном може мати серйозні місцеві і загальні побічні ефекти. Підшкірне введення імуноглобуліну менш ризиковане порівняно з внутрішньовенним введенням (підшкірне введення з гіалуронідазою більше ризиковане, ніж класична підшкірна ін'єкція, але все ще безпечніше, ніж в/в ін'єкція). Пацієнтам, яким вводять імуноглобулін рекомендують приймати ацетамінофен і дифенгідрамін перед інфузією, щоб зменшити частоту побічних ефектів. У деяких випадках може знадобитися додаткова премедикація (особливо під час першого звикання до нової дози), преднізон або інший пероральний стероїдний препарат. 
Найчастіші місцеві побічні ефекти інфузій імуноглобуліну: гіперемія шкіри навколо місця ін'єкції, свербіж, висипання та кропив’янка. Загальні побічні ефекти інфузій імуноглобуліну: тахікардія, гіпер або гіпотензія, підвищення температури тіла, діарею, нудоту, біль у животі, блювання, артралгію або міалгію, запаморочення, головний біль, втома, лихоманку.
Серйозні побічні ефекти інфузій імуноглобуліну включають: дискомфорт або біль у грудях, інфаркт міокарда, тахікардію, гіпонатріємію, гемоліз, гемолітичну анемію, тромбоз, гепатит, анафілаксію, біль у спині, асептичний менінгіт, гостре ураження нирок, гіпокаліємічну нефропатію,  емболією легеневої артерії та гостре посттрансфузійне пошкодження легень (TRALI). Існує також невелика ймовірність того, що навіть з огляду на запобіжні заходи, вжиті під час приготування імуноглобулінових препаратів, інфузія імуноглобуліну може містити віруси. Деякі розчини імуноглобулінів також містять ізогемаглютиніни, які у рідкісних випадках можуть викликати гемоліз ізогемаглютинінами, що запускають процес фагоцитозу.
Якщо були помічені легкі побічні ефекти, можна зменшити швидкість інфузії до тих пір, поки побічні ефекти не стануть прийнятними, у той час як у разі виникнення більш серйозних побічних ефектів, потрібна екстрена медична допомога 
Імуноглобулінова терапія також перешкоджає здатності організму виробляти нормальну імунну відповідь на ослаблену живу вірусну вакцину протягом року, може призвести до хибно підвищеного рівня глюкози в крові  і може спотворювати результати аналізів на  інфекції, якщо аналізи використовують IgG пацієнта.

## Механізм дії
Механізм протизапального ефекту ймовірно багатофакторний. Наприклад, відомо, що терапія імуноглобулінами може блокувати апоптоз клітин, опосередковану геном Fas.
Більш поширена теорія полягає в тому, що імуносупресивні ефекти даної терапії опосередковані глікозилюванням фрагменту, здатного до кристалізації (Fc) IgG. Зв’язуючись із рецепторами на антигенпрезентуючих клітинах, імуноглобуліни для внутрішньовенного введення можуть збільшити експресію інгібуючого рецептора Fc (FcgRIIB), і скоротити період напіввиведення аутоантитіл. Здатність імуноглобулінотерапії пригнічувати патогенні імунні відповіді за допомогою цього механізму залежить від присутності сіалільованого глікану в позиції CH2-84.4 IgG.  Зокрема, десіалільовані препарати імуноглобуліну втрачають свою терапевтичну активність.
Механізм, в основі якого лежить сіалілюваний фрагмент, здатний до кристалізації (Fc), не був відтворений в інших експериментальних моделях, що свідчить про те, що цей механізм функціонує при певному захворюванні або в експериментальних умовах. Також відомо про інші механізми дії імуноглобулінової терапії. Зокрема, F(ab')2-залежна дія імуноглобуліну на пригнічення активації дендритних клітин людини, індукція аутофагії, індукція ЦОГ-2-залежного простогландину E2 (PGE2) у дендритних клітинах людини, що призводить до зростання регуляторних Т-клітин, інгібування патогенної імунної відповіді Th17  та індукція активації базофілів людини та індукції IL-4 за допомогою аутоантитіл до IgE. Також вважають, що терапія імуноглобуліном може працювати за допомогою багатоетапної моделі, коли введений імуноглобулін спочатку формує певний тип комплекс антиген-антитіло у пацієнта. Коли ці імунні комплекси утворюються, вони можуть взаємодіяти з Fc-рецепторами на дендритних клітинах , які дають протизапальний ефект, допомагаючи полегшити перебіг аутоімунного захворювання або запального стану.
Інші ймовірні механізми дії імуноглобулінової терапії:
- безпосереднє зв'язування донорськими антитілами  з аномальними антитілами господаря, стимулюючи їх видалення;
- IgG стимулює систему комплементу господаря, що призводить до посиленого видалення всіх антитіл, включаючи шкідливі;
- здатність імуноглобуліну блокувати рецептори антитіл на макрофагах, що призводить до зменшення пошкодження, що спричиняється цими клітинами або до регуляції фагоцитозу макрофагів.
- імуноглобулін може зв’язуватися з низкою мембранних рецепторів Т-клітин, В-клітин і моноцитів, які мають відношення до аутореактивності та індукції толерантності до себе.[30]

У нещодавньому звіті зазначено, що застосування імуноглобуліну до активованих Т-клітин спричиняє зниження їх здатності задіювати мікроглію. В результаті обробки Т-клітин імуноглобуліном результати показали зниження рівня фактора некрозу пухлини-альфа та інтерлейкіну-10 у спільній культурі Т-клітин і мікроглії. Результати доповнюють розуміння того, як імуноглобулін може впливати на запалення центральної нервової системи при аутоімунних запальних захворюваннях.

## Гіперімунний глобулін
Гіперімунні глобуліни — це клас імуноглобулінів, отриманих подібно до нормального людського імуноглобуліну, за винятком того, що донор має високі титри антитіл проти певного організму або антигену в плазмі. Деякі інфекції, проти яких є гіперімунні глобуліни: гепатит B, сказ, правцевий токсин, вітряну віспу тощо. Введення гіперімунного глобуліну забезпечує «пасивний» імунітет пацієнта проти збудника, на відміну від вакцин, які забезпечують «активний» імунітет. Для досягнення ефективного імунітету вакцинам потрібно набагато більше часу, ніж гіперімунним глобулінам, які забезпечують миттєвий «пасивний» короткочасний імунітет. Гіперімунний глобулін може мати серйозні побічні ефекти. 
Гіперімунна сироватка - це плазма крові, що містить велику кількість антитіл. Існує гіпотеза, що гіперімунна сироватка може бути ефективною терапією для людей, інфікованих вірусом Ебола.

## Дослідження
Експериментальні результати невеликого клінічного випробування на людях свідчать про ефективність імуноглобулінів для в/в введення від прогресування хвороби Альцгеймера, але такої користі не було виявлено в наступних клінічних дослідженнях III фази. У травні 2020 року США схвалили третю фазу клінічних випробувань ефективності та безпеки внутрішньовенної терапії висококонцентрованим імуноглобуліном при важкій формі COVID-19.